# فارسية صافية
الفارسية الصافية (فهلوية: پارسی سره) هي اللغة الفارسية التي تستعمل فيها مواد اللغة الأصيلة بدل المقترضة. اقترض لفظ سَرَه من الفارسية وعرب سَرَق ويراد به ضرب من الحرير الجيد.